# Boris Verlinsky
Boris Markovich Verlinsky (8 de janeiro de 1888 - 30 de outubro de 1950) foi um Mestre Internacional de xadrez. Ele foi um dos principais jogadores soviéticos da década de 1920, vencendo o Campeonato Soviético de Xadrez de 1929. Verlinsky era surdo como consequência de uma meningite na infância. 

## Biografia
Em 1909, Verlinsky ficou em 10º lugar no campeonato amador de Todas as Rússias, jogado em São Petesburgo, competição vencida por Alexander Alekhine. Em 1912, Verlinsky venceu o Campeonato de Xadrez de Odessa. 
Após a Primeira Guerra Mundial, Verlinsky mudou-se da Ucrânia para a Rússia. Em 1924, ficou empatado em 10-11º no 3º Campeonato de Xadrez da URSS, evento vencido por Efim Bogoljubow Em 1924, ficou em 2º, atrás apenas de Nikolai Grigoriev, no 5º Campeonato de Moscou. Em 1925, empatou em 2º-3º lugar, atrás de Sergeev no 6º Campeonato de Moscou. Em 1925, conquistou o 4º lugar no 4º Campeonato de Xadrez da URSS, vencido novamente por Bogoljubow. 
Ficou empatado em 12º-14º no Torneio Internacional de Moscou de 1925, que contou com a presença do campeão mundial José Raúl Capablanca e o ex-campeão Emanuel Lasker. Nesse forte torneio, Verlinsky conseguiu belas vitórias contra fortes jogadores, como sua impressionante vitória, jogando com as peças pretas, sobre Capablanca. Em 1926, Verlinsky foi campeão no 3º Campeonato da Ucrânia. Em 1928, ele foi o vencedor do 9º Campeonato da Cidade de Moscou.
Em 1929, Boris Verlinsky venceu o 6º Campeonato Soviético,conquistando o título de Grande Mestre. Título que foi removido em 1931. Afirma-se que isso aconteceu para que Mikhail Botvinnik fosse o primeiro soviético a se tornar Grande Mestre.
De acordo com o site chessmetrics, Verlinsky tinha 2627 pontos de rating em maio de 1926, isso o colocava em 16º lugar no mundo naquela época. O site Chessmetrics fornece classificações retrospectivas para jogadores e eventos ao longo da história do xadrez. O rating oficial só foi introduzido pela FIDE em 1970. 
Em novembro de 1931, Verlinsky empatou em 3º-6º no 7º Campeonato de Xadrez da URSS, com Mikhail Botvinnik vencendo a competição. Em 1933/34, conquistou o 12º lugar no 14º Campeonato de Moscou. 
Verlinsky foi menos ativo no xadrez nos anos seguintes, mas quando jogava era um forte adversário para os principais mestres. Depois de muitos anos longe das principais competições, ele tentou se classificar para a final do Campeonato Soviético em 1945, aos 53 anos de idade, mas só conseguiu 4,5 pontos em 15 na semifinal e não se classificou. Nesse torneio, ele derrotou a estrela em ascensão David Bronstein, futuro desafiante do título mundial. O último grande evento competitivo de Verlinsky foi o Campeonato de Moscou de 1945, onde marcou 5 pontos em 16 partidas. 
Verlinsky recebeu o título de Mestre Internacional em 1950, mesmo ano em que morreu aos 62 anos de idade.

## Estilo e legado
Verlinsky foi excepcionalmente forte nas aberturas clássicas com ambas as cores. Em seu auge, ele foi um estrategista formidável que poderia proporcionar uma dura batalha para os melhores jogadores da época, como suas vitórias sobre Alexander Alekhine, José Raúl Capablanca, Efim Bogolyubov, Grigory Levenfish, Akiba Rubinstein, Rudolf Spielmann e David Bronstein, entre outros mestres. Verlinsky nunca teve a oportunidade de competir fora do Império Russo ou da União Soviética. 

## Partidas de xadrez notáveis
- Peter Romanovsky vs Boris Verlinsky, Campeonato Russo, São Petersburgo 1909, Jogo dos Quatro Cavaleiros (C49), 0-1 Com apenas 21 anos de idade, Verlinsky fez uma excelente estreia vencendo o futuro campeão soviético.
- Boris Verlinsky x Alexander Alekhine, Odessa 1916, Scotch Game (C45), 1-0 Uma vitória tática contra uma grande estrela.
- Boris Verlinsky vs Ilya Rabinovich, Campeonato da URSS, Moscou 1924, Ruy Lopez, Fechado, Variação Bogolyubov (C91), 1-0 impressionante triunfo posicional.
- Boris Verlinsky vs Grigory Levenfish, Moscow International 1925, Queen's Gambit Declined, Vienna Variation (D37), 1-0
- Jose Raul Capablanca vs Boris Verlinsky, Moscow International 1925, Queen's Pawn Game (D00), 0-1 Era excepcionalmente raro Capablanca perder uma partida. Provavelmente a melhor partida da carreira de Verlinsk.
- Boris Verlinsky x Rudolf Spielmann, Moscou Internacional 1925, Ruy Lopez, Variação fechada (C79), 1-0 Dois habilidosos estrategistas batalham e Verlinsky vence.
- Boris Verlinsky x Akiba Rubinstein, Moscow International 1925, Reti Opening (A09), 1-0
- Boris Verlinsky vs Efim Bogolyubov, Campeonato da URSS, Leningrado 1925, Nimzo-Indian Defense, Classical Variation (E38), 1-0 Verlinsky derrota Bogolyubov, o vencedor do Torneio Internacional de Moscou 1925.
- Boris Verlinsky x Fodor Bohatirchuk, Campeonato da URSS, Moscou 1931, Ruy Lopez, Modern Steinitz Defense (C71), 1-0
- Alexander Konstantinopolsky x Boris Verlinsky, semifinal do campeonato da URSS, Kiev 1938, Abertura inglesa (A11), 0-1 Konstantinopolsky foi uma das estrelas em ascensão da época, pentacampeão de Kiev na década de 1930.
- Boris Verlinsky x David Bronstein, semifinal do Campeonato da URSS, Moscou 1945, King's Indian Attack (A05), 1-0 Bronstein seria finalista do título mundial seis anos depois.